# Cristina Torrão
Cristina Torrão (* 16. Juli 1965 in Castelo de Paiva) ist eine portugiesische Schriftstellerin. Sie lebt in der norddeutschen Hansestadt Stade. Historische Romane sind ein Schwerpunkt ihrer Werke.

## Leben
Torrão studierte englische und deutsche Sprache und Literatur an der Universität Porto. Danach arbeitete sie eine Zeit für den öffentlich-rechtlichen Rundfunksender Radiodifusão Portuguesa (RDP) in der Region Nordportugal.
1992 ging sie nach Hamburg. Sie lehrte an verschiedenen Einrichtungen dort Portugiesisch als Fremdsprache für Einheimische, aber auch als Muttersprache für Kinder portugiesischer Eltern in Deutschland.
Später ging sie mit ihrem Ehemann Horst Neumann nach Stade, wo sie ihren Beruf aufgab und seither als Schriftstellerin lebt.
Im Juli 2007 gewann sie mit ihrem Roman A Moura e o Cruzado in Portugal den Literaturförderpreis O meu primeiro best-seller, der in Zusammenarbeit der Supermarktkette Modelo-Continente mit dem Verlag Edições Asa und der Zeitschrift Visão vergeben wird. Sie überarbeitete den Roman danach und er wurde unter dem Titel A Cruz de Esmeraldas wiederveröffentlicht. Seither sind verschiedene weitere Bücher erschienen, überwiegend mit Bezug zu Personen aus der Geschichte Portugals.

## Werke
- 2007: A Moura e o Cruzado (Edições Asa)
- 2008: Afonso Henriques, o Homem (Ésquilo)
- 2009: A Cruz de Esmeraldas (Ésquilo, überarbeitete Neufassung ihres Romans A Moura e o Cruzado)
- 2010: D. Dinis, a quem chamaram o Lavrador (Ésquilo)
- 2014: Os Segredos da Jacinta (Poética Edições)
- 2016: Tú És a Única Pessoa (Oxalá Editora)
- 2018: Memórias de Dona Teresa (Poética Edições)